# Carex taihokuensis
Carex taihokuensis är en halvgräsart som beskrevs av Bunzo Hayata. Carex taihokuensis ingår i släktet starrar, och familjen halvgräs. Inga underarter finns listade i Catalogue of Life.